# Fascio Nacional Rumano
El Fascio Nacional Rumano (rumano: Fascia Națională Română) era un grupo fascista activo rumano surgido en los años 1920.
Dirigido por Titus Panaitescu Vifor, el grupo emergió del Partido Fascista Nacional en 1921 y, en su cumbre, tuvo alrededor 1.500 miembros. se definía como nacionalsocialista, a pesar de que generalmente persiguió una política de corporativismo, reforma de tierra y soporte para la creación de cooperativas agrícolas. Fue crítico de capitalismo y también antisemítico. Las áreas principales del movimiento fueron en Moldavia, Bukovina, y Banat.
El partido fusionado con el Movimiento Cultural y Económico Nacional Italo-Rumano en 1923 formó el Movimiento Nacional Fascista. Ambos grupos compartían una afinidad cercana al fascismo italiano que facilitó su fusión.